# Hyloscirtus charazani
Hyloscirtus charazani es una especie de anfibios de la familia Hylidae.
Habita en Bolivia y posiblemente en Perú.
Sus hábitats naturales son los bosques tropicales o subtropicales secos y los ríos.